# Atheta finita
Atheta finita är en skalbaggsart som beskrevs av Moore och Legner 1975. Atheta finita ingår i släktet Atheta och familjen kortvingar. Inga underarter finns listade i Catalogue of Life.